# 制冷

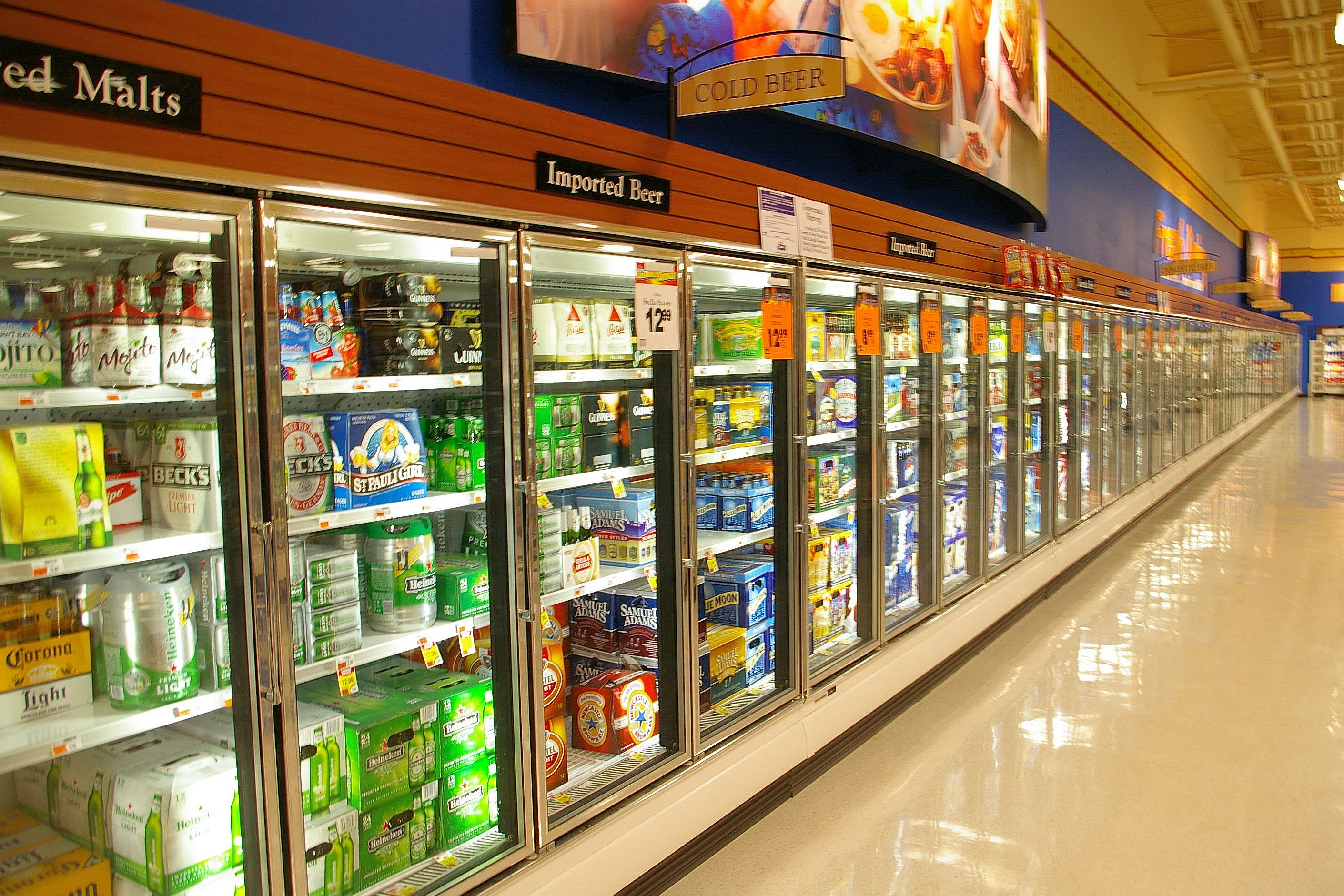
商业制冷

制冷，通常指根据热力学第一、第二定理在机械能、热能或其它能源驱动下，从低于环境的物体中吸热，并转移至环境介质的热力过程。制冷已经广泛应用于空调、湿度控制、食品冷藏、饮料冷却、食品加工等诸多行业。。
现代人工作生活的各个方面，鲜有跟制冷空调毫无关系的，比如企业的运行、生产过程、仓储、运输均在温度控制的条件下进行。
在食品冷藏的应用中，将食品温度降低至零下18℃以下的制冷过程，通常被称为冷冻，而维持食品温度在零下18℃以上，则称作冷却。冷却和冷冻使对肉类和肉制品的处理过程，比不使用机械制冷时要卫生得多。
冰箱和空调都是采用制冷的原理。从化工的角度，一般都是采用一种临界点高的气体，加压液化，然后再使它减压汽化吸热，反复进行这个过程，液化时在其他地方放热，汽化时对需要的范围吸热。
以前制冷剂一般使用氨，氨是最容易液化的气体，但氨泄露后有毒，所以后来改用无毒无嗅的氟氯烃，但在20世纪80年代，有科學家发现氟氯烃是導致地球大氣同溫層出現臭氧層空洞，可能影響地球生命的安全。使用氟氯烃替代品的无氯冰箱和空调开始得到研究和应用。
还有一种使用帕尔帖效应的，不需要制冷剂的制冷方式:在两种不同性质的导体或半导体的结合处通以电流，会在两端产生冷热两极。用这种原理制造的冰箱已经出现，但由于功率小，制造复杂，目前只能应用在小型冰箱中。